# Його щеняча любов
Його щеняча любов (англ. His Puppy Love) — американська короткометражна кінокомедія режисера Чарльза Райснера 1921 року.

## У ролях
- собака Бровні
- Чарльз Райснер